# 赵心童
赵心童（1997年4月3日—），祖籍陕西西安，出生於廣東深圳寶安的中国职业斯诺克选手，斯诺克世界锦标赛和英国锦标赛冠军得主。

## 职业生涯

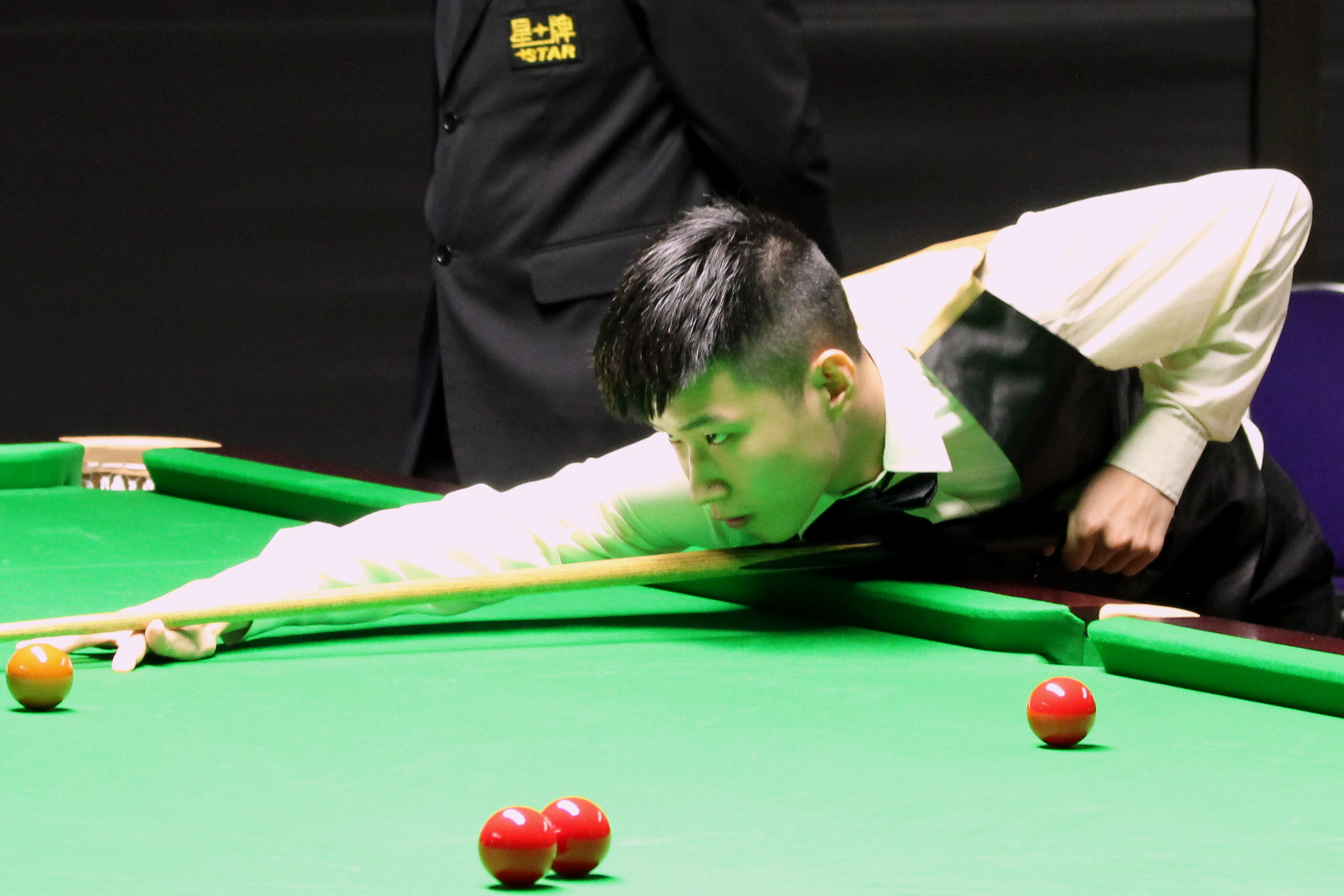
2016年保罗·亨特经典赛上的赵心童

赵心童2009年开始专门学习台球，曾在世界斯诺克学院就读，2018年首次进入斯诺克排名赛四强，2019年首次晋级世锦赛正赛。2021年，他在斯诺克英国锦标赛上击败路卡·布里塞爾夺冠，赢得了个人第一个斯诺克三大赛冠军
。凭借此次夺冠，他的世界排名上升到第九，并首次跻身世界排名前16，最高曾达到第七（截至2022年世界斯诺克锦标赛）。
2022年下半年，赵心童因牵涉中国斯诺克选手涉嫌操纵比赛丑闻而被调查。2023年1月4日，WPBSA決定，即日起暫停趙心童、張健康參加世界斯諾克巡迴賽，以調查其行為是否違反條例以博彩為目的操縱比賽結果，禁賽直至調查結束，同時世界台联和中国台球协会聲明「堅決反對操縱比賽、賭博等違反體育誠信和道德的行為，將依據WPBSA最終調查結果做出進一步處罰。」。6月7日，赵心童被判处2年6个月的禁赛，以及7500英镑的罚款，在其提供配合和认罪后，减为1年8个月，至2024年9月1日解禁。
2025年4月，赵心童以业余身份参加了世锦赛资格赛，他连续战胜张家玮、龙泽煌、吕昊天和埃利奥特·斯莱瑟。5月3日，他在半决赛中击败了奧蘇利雲，成为首位闯入世锦赛决赛的业余选手，也是繼丁俊晖之后第二位进入世锦赛决赛的中国球员。经过近一个月、172局的比赛，赵心童在5月6日的决赛中以18-12战胜馬克·威廉斯，最终奪得冠軍，成为亚洲首位斯诺克世锦赛冠军。